# Lionbridge
Lionbridge Technologies Inc. er en amerikansk virksomhed med hovedsæde i Waltham i Massachusetts. Virksomheden tilbyder oversættelse og lokalisering, internationalisering, softwareudvikling, softwaretest og E-learning.
Virksomheden blev grundlagt i 1996 og har datterselskaber i 27 lande, bl.a. i Danmark, Sverige, Norge, Finland, Irland, Polen, Japan, Kina og Indien. Selskabets aktier er noteret på NASDAQ. 
Lionbridge Denmark A/S har eksisteret i mere end 20 år, tidligere som Berlitz Globalnet og Bowne Global Solutions.

## Ydelser
Lionbridge leverer oversættelse og lokalisering til virksomheder inden for telekommunikation, IT, industri, medicinal og offentlige institutioner inkl. EU-institutionerne. 
Lionbridge leverer også softwaretest, herunder certificeringsydelser under brandet VeriTest, platformtest, lokaliseringstest, funktionalitetstest m.m.

### Freeway
Freeway er Lionbridges egen portal. Via portalen kan Lionbridges kunder bestille opgaver, holde styr på deres opgaver og kommunikere med deres Lionbridge-team. De kan også få adgang til deres terminologi i form af oversættelseshukommelser (TM’er) og ordlister, som Lionbridge opbygger og hoster på sin sprogteknologi-server kaldet Logoport.
Logoport understøtter oprettelse af flersprogede ordlister og oversættelseshukommelser (TM’er) til flere end 550 sprog.